# Soupçons (Stargate)
Pour les articles homonymes, voir Soupçon.
Soupçons est le dixième épisode de la première saison de la série télévisée Stargate Universe.

## Résumé
L'épisode commence au mess du Destinée où le Sergent Ronald Greer goûte la première pomme de terre obtenue par le Dr. Volker. Il apparaît que bien qu'infâmes, elles soient néanmoins comestibles. Le Sergent Greer s'absente alors pour retrouver le Sergent Spencer qui manque à l'appel. Il le retrouve mort sur son lit, une balle dans la tête. Le pistolet n'est quant à lui pas retrouvé près du corps.
Une recherche s'organise alors dans le vaisseau afin de glaner des indices sur le meurtrier supposé. Il se trouve que l'arme est retrouvée dans les quartiers du colonel Young qui est alors mis à pied. Le commandement revient alors à Camile Wray, ce qui provoque le mécontentement des militaires du SGC.
Alors que le Destinée sort de VSL et qu'une équipe est envoyée sur une planète à portée, un vaisseau alien est découvert. Le Dr. Nicholas Rush s'apprête à rejoindre l'équipe sur la planète lorsqu'il est arrêté par le colonel Everett Young qui lui montre un enregistrement d'un Kino montrant le suicide du Sergent Spencer. Young accompagne Rush sur la planète et, alors qu'ils sont seuls sur le sol étranger, Young dévoile au docteur que la suite de la vidéo du Kino le montrait emportant l'arme.
Une lutte commence entre les deux antagonistes. Rush, blessé, se retrouve seul sur la planète alors que le colonel Young retourne sur le Destinée juste avant que celui-ci ne repasse en VSL ...

## Distribution
- Robert Carlyle : Dr. Nicholas Rush
- Justin Louis : Everett Young
- Brian J. Smith : Matthew Scott
- Elyse Levesque : Chloe Armstrong
- David Blue : Eli Wallace
- Alaina Huffman : Tamara Johansen
- Jamil Walker Smith : Ronald Greer
- Ming-Na : Camile Wray
- Julia Anderson : Vanessa James
- Josh Blacker : Sergeant Spencer
- Jeffrey Bowyer-Chapman : Darren Becker
- Patrick Gilmore : Dale Volker
- Lou Diamond Phillips : Colonel David Telford
- Jennifer Spence : Lisa Park
- Tygh Runyan : Dr. Caine